# Neoleptodesmus vermiformis
Neoleptodesmus vermiformis är en mångfotingart som först beskrevs av Henri Saussure 1859.  Neoleptodesmus vermiformis ingår i släktet Neoleptodesmus och familjen Rhachodesmidae. Inga underarter finns listade i Catalogue of Life.